# Shahadi
Shahadi (també escrit Shehadi, Shehibi, Shahede, Shahedi, Shehedi, Shihedi i Shedi) és un poble de la wereda (districte) de Metema i a la regió Amhara, a Etiòpia. Es troba a una altitud d'uns 800 m, prop de la frontera amb el Sudan, a 40 km del poble fronterer de Metema i a 190 de Gondar. El 2007 tenia 12437 habitants.